# ذخیره‌گاه طبیعی اگوسالو
ذخیره‌گاه طبیعی اگوسالو (به لاتین: Agusalu Nature Reserve) یک منطقه حفاظت‌شده در استونی است که در دهستان آلوتاگوسه واقع شده‌است.